# メキシコの行政機関
メキシコの行政機関（メキシコのぎょうせいきかん）では、メキシコ連邦政府が担当する行政事務を行う行政機関についての解説をする。

## 特徴
- メキシコの「Secretaría、官房」は諸外国における「Departamento、省」と同等の権限と職域を担っている、このため若干の優位性を除いて同じものとみなされる[1]。
- 各省にある管理部門の規定により、大臣の権限事項は、法律、規則、布告、協定および大統領命令に従う。
- 各省は大臣を筆頭に、副大臣、局長、副局長、部長、副部長の下で課（Sección）および会議（Mesa）を構成し、法律に基き部内規則が定められている。
- 各省の管理部門の責任者は大臣であり、職員参照規約第14条および第15条に従いそれぞれの職務にあたる。これらの権限は法律に基いた上でそれぞれの責任者、すなわち大臣の命令で業務が執行される。
- 政策を達成するために、大臣は具体的な計画を提示し、職員はそれに従い行動する。

## 大臣の資格
大統領が大臣を指名するにあたり、少なくとも以下の条件の何れかが必要な要件とされる。
- メキシコ人のもとで出生しメキシコ市民権を有し参政権も有していること。

市民参政権限（民間人からの登用）
- 該当し得る職域に相当する学術研究等を修めた者。

各議員団から（上下両院からの登用）
- 意思決定に必要とされる高水準の見識を保持し行使できる者。

行政事務に従事した経験者から（軍人や検事総長等からの登用）
- 世襲犯罪の有罪判決が下されていないことおよび身体または精神に重大な疾患がないこと。

以上の要件の下で各大臣は大統領に指名され、公務を遂行することとなる（司法大臣のみは上院の承認が必要）。

## 現行の省庁
現在は連邦公共行政構成法により、共和国大統領の内閣を構成する省庁は以下の通り。
- 内務省（SEGOB）
- 外務省（SRE）
- 国防省（SEDENA）
- 海軍省（SEMAR）
- 治安・市民保護省（SSPC）
- 公信用・財務省（SHCP）
- 社会開発省（SEDESOL）
- 天然資源・環境省（SEMARNAT）
- エネルギー省（SENER）
- 経済省（SE）
- 農牧村落開発・水産食糧省（SADER）
- 運輸通信省（SCT）
- 教育省（SEP）
- 保健省（SALUD）
- 社会福祉・労働省（STPS）
- 共和国検事総長（PGR）

## 廃止された省
多くの省は名称を変更している。その中で歴代大統領とその政府の政策を反映して、各省の優先的事業や目的の変化を受け、統合編入または廃止されたものがある。以下はその省である。
- 観光省（SECTUR）　2009年の世界経済危機により消失。
- 農地改革省（SRA）　2009年の世界経済危機により消失。
- 公共機能省（SFP）　2009年の世界経済危機により消失。
- 予算企画省（SPP）　1992年に財務省に編入される。
- 水資源省（SRH）　1976年に農務省に編入される。